# Bertreville-Saint-Ouen
Bertreville-Saint-Ouen est une commune française située dans le département de la Seine-Maritime en région Normandie.

## Géographie

### Localisation
|                     | Auppegard              |                    |
| Bacqueville-en-Caux | Bertreville-Saint-Ouen | Crosville-sur-Scie |
|                     | Omonville              | Lintot-les-Bois    |

### Hydrographie
La commune est située dans le bassin Seine-Normandie. Elle n'est drainée par aucun cours d'eau,.

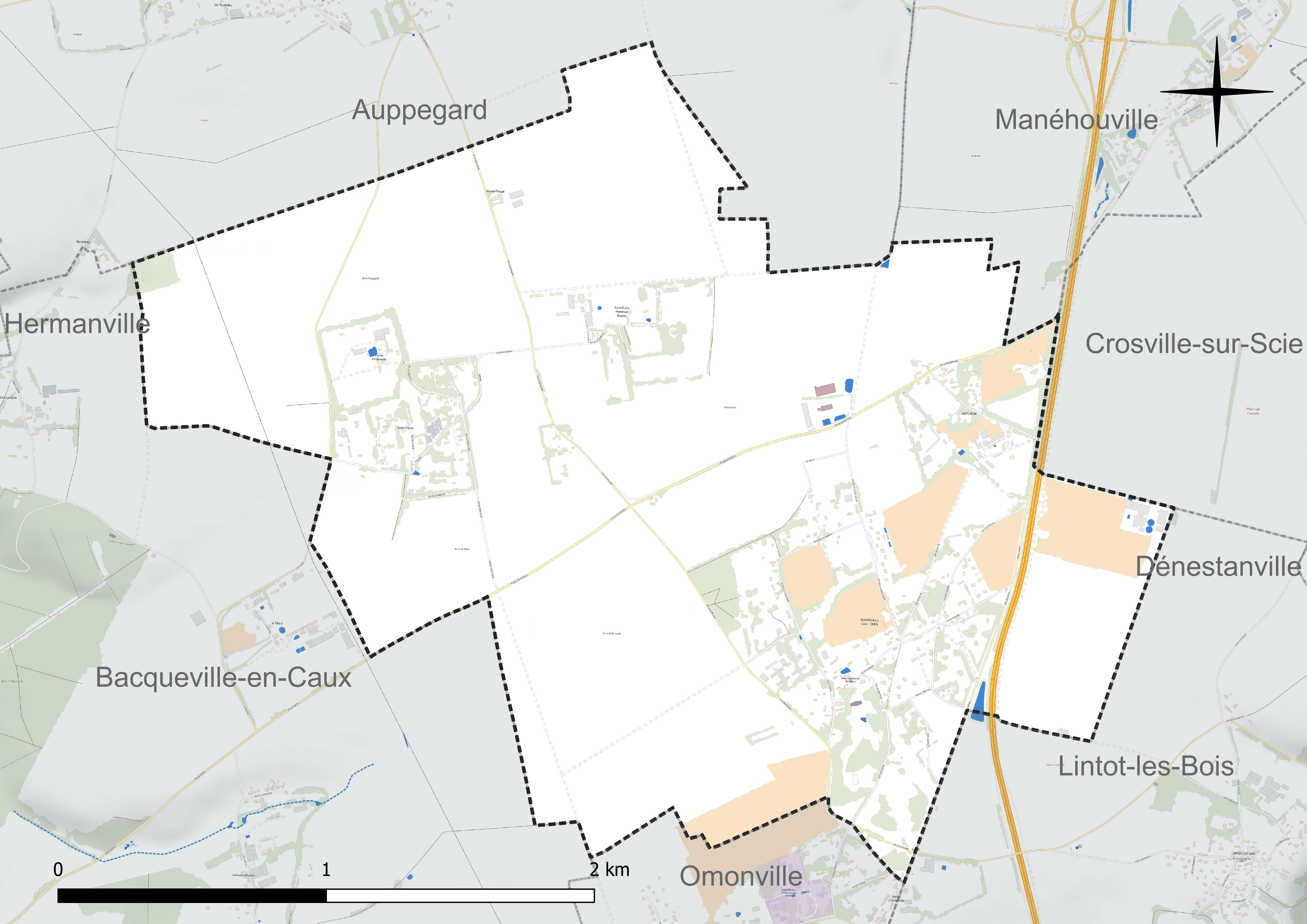
Réseau hydrographique de Bertreville-Saint-Ouen.

### Climat
Pour des articles plus généraux, voir Climat de la Normandie et Climat de la Seine-Maritime.
En 2010, le climat de la commune est de type climat océanique franc, selon une étude du CNRS s'appuyant sur une série de données couvrant la période 1971-2000. En 2020, Météo-France publie une typologie des climats de la France métropolitaine dans laquelle la commune est exposée à un climat océanique et est dans la région climatique Côtes de la Manche orientale, caractérisée par un faible ensoleillement (1 550 h/an) ; forte humidité de l’air (plus de 20 h/jour avec humidité relative > 80 % en hiver), vents forts fréquents. Parallèlement le GIEC normand, un groupe régional d’experts sur le climat, différencie quant à lui, dans une étude de 2020, trois grands types de climats pour la région Normandie, nuancés à une échelle plus fine par les facteurs géographiques locaux. La commune est, selon ce zonage, exposée à un « climat maritime », correspondant au Pays de Caux, frais, humide et pluvieux, légèrement plus frais que dans le Cotentin.
Pour la période 1971-2000, la température annuelle moyenne est de 10,4 °C, avec une amplitude thermique annuelle de 13,1 °C. Le cumul annuel moyen de précipitations est de 908 mm, avec 13,1 jours de précipitations en janvier et 8,9 jours en juillet. Pour la période 1991-2020, la température moyenne annuelle observée sur la station météorologique la plus proche, située sur la commune de Dieppe à 13 km à vol d'oiseau, est de 11,3 °C et le cumul annuel moyen de précipitations est de 805,2 mm,. Pour l'avenir, les paramètres climatiques de la commune estimés pour 2050 selon différents scénarios d’émission de gaz à effet de serre sont consultables sur un site dédié publié par Météo-France en novembre 2022.

## Urbanisme

### Typologie
Au 1er janvier 2024, Bertreville-Saint-Ouen est catégorisée commune rurale à habitat dispersé, selon la nouvelle grille communale de densité à sept niveaux définie par l'Insee en 2022.
Elle est située hors unité urbaine. Par ailleurs la commune fait partie de l'aire d'attraction de Dieppe, dont elle est une commune de la couronne,. Cette aire, qui regroupe 62 communes, est catégorisée dans les aires de 50 000 à moins de 200 000 habitants,.

### Occupation des sols
L'occupation des sols de la commune, telle qu'elle ressort de la base de données européenne d’occupation biophysique des sols Corine Land Cover (CLC), est marquée par l'importance des territoires agricoles (100 % en 2018), une proportion identique à celle de 1990 (100 %). La répartition détaillée en 2018 est la suivante : 
terres arables (70,2 %), prairies (29,7 %). L'évolution de l’occupation des sols de la commune et de ses infrastructures peut être observée sur les différentes représentations cartographiques du territoire : la carte de Cassini (XVIIIe siècle), la carte d'état-major (1820-1866) et les cartes ou photos aériennes de l'IGN pour la période actuelle (1950 à aujourd'hui).

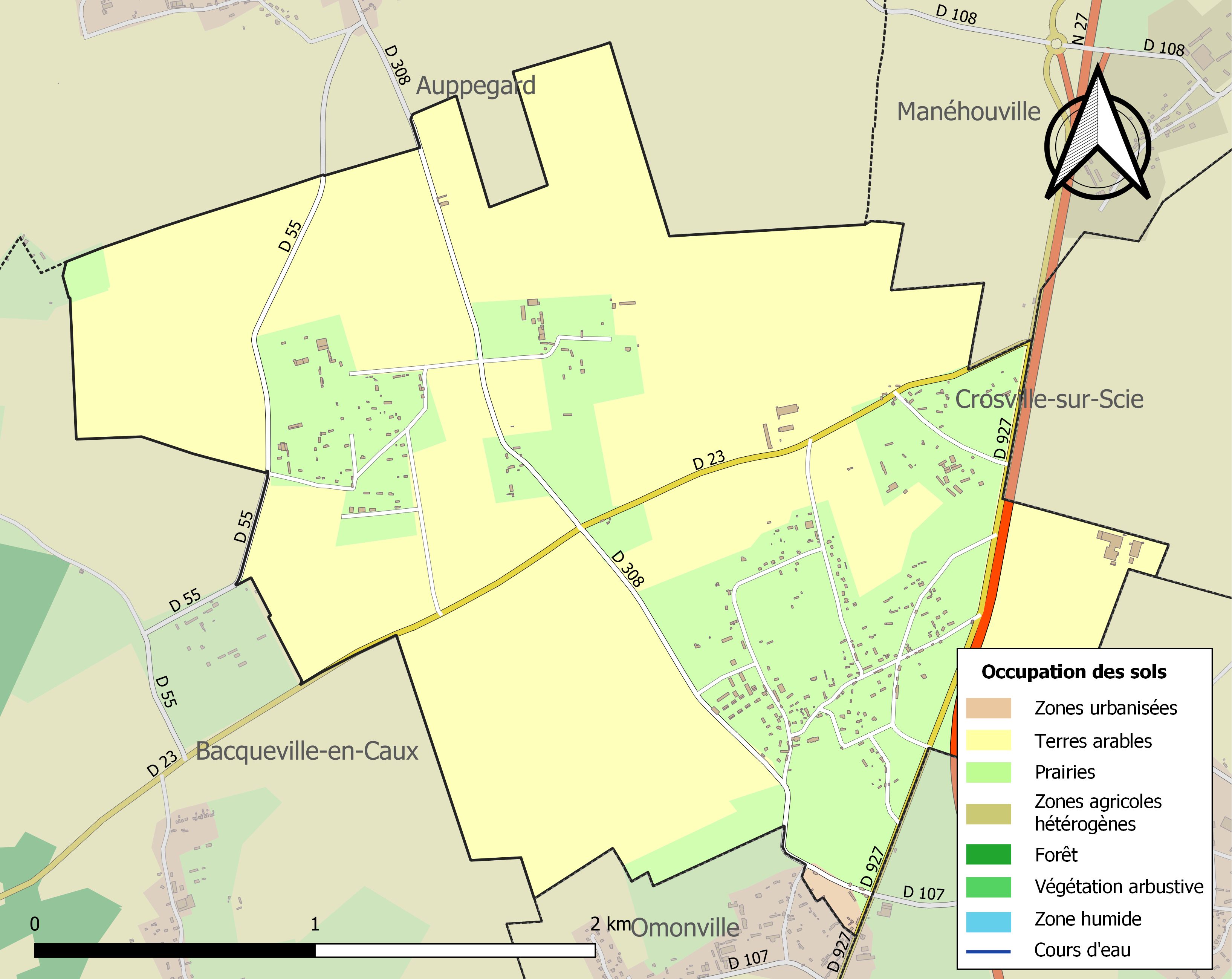
Carte des infrastructures et de l'occupation des sols de la commune en 2018 (CLC).

## Toponymie
Attesté sous la forme latinisée Bertericvilla vers 1025, Bertrivilla en 1142. Appellation transitoire de Bertreville-sous-Venise et enfin Bertreville-Saint-Ouen après que Saint-Ouen-Prend-en-Bourse (Sanctus Audoenus de Brenenborse 1137) lui fut rattaché le 17 mars 1823. Ce dernier nom représente le nom de la famille Bren en bourse attestée au Moyen Âge et qui signifie littéralement « son dans la bourse ».
Nom en -ville « domaine rural », précédé de l'anthroponyme germanique Berteric que l'on retrouve dans Bertrimont (S-M, Berteric mons 1025 - 1026). En revanche, Bertreville est un ancien *Berteville (Bertevilla vers 1210).
L'hagiotoponyme Saint-Ouen fait référence à Ouen de Rouen, fonctionnaire royal, puis un évêque métropolitain de Rouen.

## Histoire
Le nom de Venise fut donné à un cabaret – situé sur « le Grand Chemin du Roy » – par l'un des généraux qui avaient accompagné Charles VIII dans son expédition d'Italie en 1494. Telle est l'origine des noms de Florence et de Milan, donnés à des hameaux voisins. « Le Grand Chemin du Roy » devint une route royale en 1741 puis la route nationale 27 avant de devenir la route départementale 927.
Autrefois, la paroisse offrait chaque année un pain bénit en l'honneur de saint Hubert, Saint patron des chasseurs. Car une très ancienne tradition, fort répandue dans la région, dit que « de mémoire d'homme personne à Bertreville n'a été atteint de la rage, et qu'on n'y a jamais vu circuler aucun animal atteint de cette terrible maladie ».
L'ancienne paroisse de Saint-Ouen, aujourd'hui réunie à Bertreville, portait autrefois le nom de Saint-Ouen-Bren-en-Bourse, puis Saint-Ouen-Prend-en-Bourse. Les vieux titres de la cathédrale Notre-Dame de Rouen mentionnent « ecclesia sancti Audoeni de Bruenenbosc ». 
L'église de « Saint-Ouen-Bren-en-Bourse » fut brûlée le 20 août 1798, avec le vicariat, le château, la ferme et toutes les dépendances. L'incendie fut provoqué accidentellement par la chute d'une lanterne dans une grange voisine de l'église. Cette église était semblable à celle de Bertreville, le chœur en silex et la nef en grès. Elle possédait un beau baptistère en pierre qui se trouverait aujourd’hui en l’église de Tourville-sur-Arques. Les matériaux furent vendus, et la porte en grès, portant la date de 1540, servit d'entrée à la filature de Vaudreville avant d’orner la façade d'une maison à l'entrée de Longueville-sur-Scie. Le patron de cette chapelle est saint Lubin, que d'assez nombreux pèlerins viennent prier le 3e lundi de septembre, ou le lundi qui suit le 3e dimanche de septembre.
En 1835, la chapelle fut reconstruite. La toiture fut refaite en 1992 et l'intérieur fut restauré en 1993-1994 par des habitants du village.
Une chapelle dédiée à saint François d'Assise et à saint François de Paule existait autrefois au hameau de Bos-l'Abbé. 
Dans les archives de la fabrique, il est question du « Champ de la Lampe » au « Bois-Labbé » ou « Bout-l'Abbé », donné en compensation de l'entretien de la lampe du sanctuaire de l'église de Bertreville. 
La chapelle Saint-Ouen a toujours été entourée du cimetière clos par un mur qui fut refait en 1995-1996 par un groupe de jeunes.
Le prieuré de Saint-Ouen possédait un beau colombier qui fut démonté pierre par pierre dans les années 1990 et très bien remonté dans une propriété privée à Offranville.
Au XIe siècle, il existait encore la voie romaine qui passait par Caudebec, Doudeville, Bacqueville, Pierreville, Bertreville, Manéhouville, Charlesmesnil et Tourville pour atteindre Arques et dont on a trouvé des vestiges à Pierreville dont ce hameau tire son nom.
Un nouveau calvaire, fruit de la coopération d'un certain nombre de personnes du groupement paroissial, a été érigé à Bertreville en 1997. Il fut béni le 21 septembre de cette même année par monseigneur Joseph Duval, archevêque de Rouen, primat de Normandie.
Plusieurs hachettes en pierre polie ont été trouvées à Bertreville.
Encore aujourd'hui, Bertreville-Saint-Ouen possède de belles maisons à colombages, ou avec des poutres sculptées.

## Politique et administration
| Période                                  | Période                    | Identité                   | Étiquette | Qualité |
| ---------------------------------------- | -------------------------- | -------------------------- | --------- | --- |
| Les données manquantes sont à compléter. |                            |                            |           | |
| 1793                                     | 1795                       | Noël Morlait               |           | |
| 1795                                     | 1804                       | Pierre Terrien             |           | |
| 1804                                     | 1811                       | Michel Delamare            |           | |
| 1811                                     | 1818                       | M. Boulet                  |           | |
| 1818                                     | 1830                       | Frédéric Oursel            |           | |
| 1830                                     | 1838                       | Denis Feret                |           | |
| 1838                                     | 1848                       | Jacques Martel             |           | |
| 1848                                     | 1857                       | Henry Oursel               |           | |
| 1857                                     | 1858                       | Ambroise Bourrel           |           | |
| 1858                                     | 1875                       | Gustave Rouland            |           | |
| 1875                                     | 1891                       | Prosper Noël               |           | |
| 1891                                     | 1937                       | Julien Rouland             |           | Avocat Conseiller général d'Yvetot (1858 → 1866) Vice-président du conseil général de la Seine-Inférieure Député de la Seine-Inférieure (1898 → 1906) Sénateur de la Seine-Inférieure (1912 → 1927) |
| 1937                                     | 1968                       | Lucien Rouland             |           | Fils de Gustave Rouland |
| 1968                                     | 1996                       | Maurice de Witasse Thézy   |           | Exploitant agricole Officier de réserve de l'armée de l'air Président de l’Aéro-club de Dieppe-Saint-Aubin (1950-1980) chevalier de la Légion d'honneur                                             |
| 1996                                     | 2014                       | Catherine de Witasse Thézy |           | Belle-fille du précédent |
| 2014                                     | En cours (au 10 août 2020) | Thérèse Calais             |           | Réélue pour le mandat 2020-2026 |

## Démographie
Les habitants de la commune s'appellent les Bertrevillais.
L'évolution du nombre d'habitants est connue à travers les recensements de la population effectués dans la commune depuis 1793. Pour les communes de moins de 10 000 habitants, une enquête de recensement portant sur toute la population est réalisée tous les cinq ans, les populations de référence des années intermédiaires étant quant à elles estimées par interpolation ou extrapolation. Pour la commune, le premier recensement exhaustif entrant dans le cadre du nouveau dispositif a été réalisé en 2008.

En 2022, la commune comptait 339 habitants, en évolution de −3,69 % par rapport à 2016 (Seine-Maritime : +0,35 %, France hors Mayotte : +2,11 %).
| 1793 | 1800 | 1806 | 1821 | 1831 | 1836 | 1841 | 1846 | 1851 |
| ---- | ---- | ---- | ---- | ---- | ---- | ---- | ---- | ---- |
| 360  | 424  | 355  | 433  | 702  | 711  | 700  | 677  | 653  |

| 1856 | 1861 | 1866 | 1872 | 1876 | 1881 | 1886 | 1891 | 1896 |
| ---- | ---- | ---- | ---- | ---- | ---- | ---- | ---- | ---- |
| 612  | 537  | 503  | 507  | 452  | 456  | 461  | 422  | 380  |

| 1901 | 1906 | 1911 | 1921 | 1926 | 1931 | 1936 | 1946 | 1954 |
| ---- | ---- | ---- | ---- | ---- | ---- | ---- | ---- | ---- |
| 362  | 372  | 360  | 343  | 312  | 327  | 300  | 316  | 348  |

| 1962 | 1968 | 1975 | 1982 | 1990 | 1999 | 2006 | 2008 | 2013 |
| ---- | ---- | ---- | ---- | ---- | ---- | ---- | ---- | ---- |
| 332  | 296  | 263  | 298  | 315  | 285  | 322  | 333  | 355  |

| 2018 | 2022 | - | - | - | - | - | - | - |
| ---- | ---- | - | - | - | - | - | - | - |
| 337  | 339  | - | - | - | - | - | - | - |

## Culture locale et patrimoine

### Lieux et monuments

#### Église

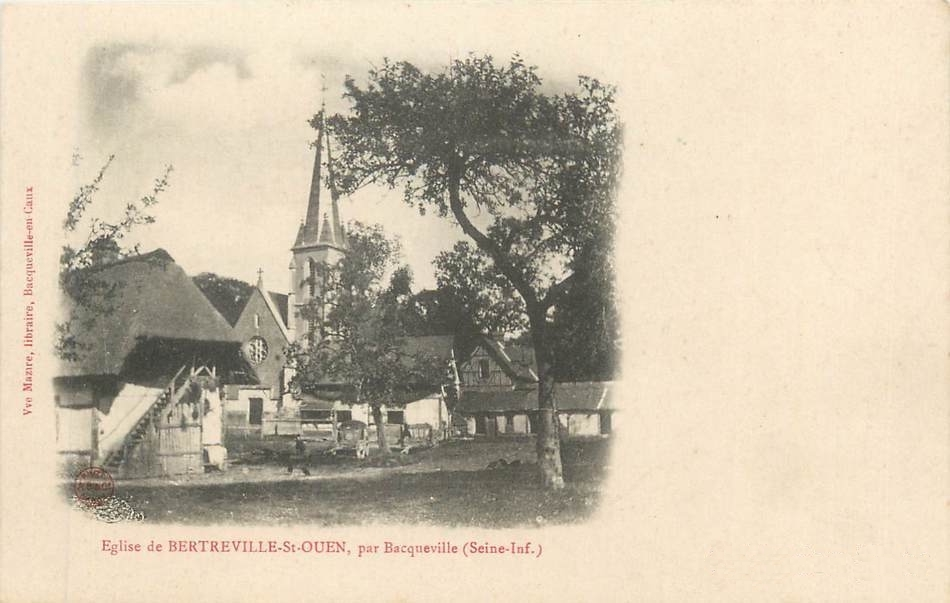
Carte postale de l"église vers 1910.

Remplaçant une chapelle datant du XIIIe siècle dont il ne reste rien, l'église paroissiale dédiée à saint Michel archange fut presque entièrement reconstruite en grès du XVIe siècle.
La charpente de la nef de l'église Saint-Michel avait été refaite en 1750 par Guillaume Marie, charpentier de Bacqueville-en-Caux. Par manque d'entretien, les sommiers de la nef, le clocher, les murs du clocher et la sacristie se délabrent. L'église est reconstruite sur des plans de l'architecte Jacques-Eugène Barthélémy, avec l'aide des subventions de l'État. Tous les grès du XVIe siècle sont réutilisés pour les soubassements et les cintres des fenêtres. Une partie du chœur, réparée en 1743 et l'autel, effectué par Patron en 1782 sont conservés. Cette nouvelle église est consacrée par le cardinal de Bonnechose le 29 juin 1865.
Dans le fond de l'église se trouve une plaque commémorant la bénédiction de cet édifice : « Sous le règne de l'empereur Napoléon III, le 29 juin 1865, le cardinal de Bonnechose, archevêque de Rouen, a béni cette église reconstruite par M. Gustave Rouland - maire - avec les secours obtenus de son Exc. M. Rouland, sénateur, ministre de l'instruction publique et des cultes, sous la direction de M. Barthélémy, architecte diocésain et décorée avec les offrandes volontaires des paroissiens » ; « MM. Dufour - curé - Oursel (président), Engrand, Alexandre, Noël, Autin (membres du conseil de fabrique) ».
À l'extérieur de l'église, au pied du mur du clocher se trouve une pierre portant l'inscription : « 1861 GR DE « (Il est probable que ce soit la première pierre de la nouvelle église.)
Dans la chapelle de la Sainte-Vierge se trouve une plaque portant l'inscription suivante : « Dans cette chapelle reposent les corps de Michel Thomas Frédéric Oursel. Ancien officier de marine décédé à Bertreville le 21 décembre 1856 à l'âge de 88 ans, et de Françoise Victoire Parent de Lannoy, son épouse, décédée le 25 janvier 1804 ».
Dans la chapelle Saint-Joseph se trouve une plaque portant l'inscription suivante : « Dans cette chapelle repose le corps de Henry Alphonse Oursel. Ancien officier de la Garde Royale, décédé à Paris le 1er février 1857 à l'âge de 55 ans ». En 1851, il avait fait la demande d'une concession à perpétuité près de la chapelle sud dédiée à l'époque à saint Hubert et aujourd'hui à saint Joseph.
Après la guerre 1939-1945, les vitraux détruits par les bombardements ont été refaits par Mauméjean.
La cloche de l'ancienne église fut réinstallée. Nommée Jeanne Charlotte, elle sonne la note Fa, et pèse 440 kg. Deux autres cloches y furent ajoutées le 1er août 1897 :
- Une nommée Nicolle Ernestine qui sonne la note Sol, pèse 644 kg[27].
- L'autre nommée Julie Anaïs qui sonne la note La dièse, pèse 327 kg[28].

### Personnalités liées à la commune
- Gustave Rouland, qui fut ministre de l'Instruction Publique et des Cultes sous le Second Empire de 1856 à 1863, achète et agrandit le château de Bertreville. Quatre générations de Rouland prendront la relève, en particulier Julien, le petit-fils de Gustave, qui sera maire de Bertreville-Saint-Ouen et conseiller général du canton de Bacqueville-en-Caux. Voir le site biographique des Rouland dans les liens externes.
- Simon-Sylvestre-Clément Lemoyne est né le 31 décembre 1727 à Bertreville. C’est lui qui mit en usage le premier phare à éclipses préconisé par H. Descroisilles. Maire de Dieppe, c’est lui aussi qui fut à l’origine d'un projet de canal de Dieppe à Paris par Pontoise, mais l'opposition farouche des ports de Rouen et du Havre à ce projet le fit échouer. Il est décédé au château de Bertreville le 28 juillet 1806, il fut inhumé dans le cimetière et surnommé le « bienfaiteur des pauvres ».